# Corpul II SS Panzer

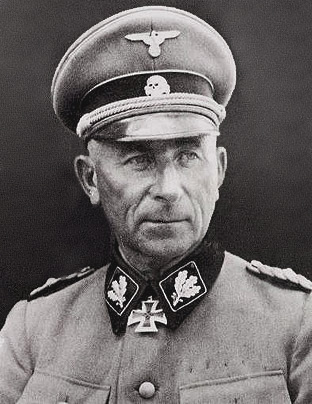
Paul Hausser

Corpul II SS Panzer a fost un corp de armată al Germaniei Naziste în cel de-al Doilea Război Mondial.
Corpul de armată s-a format în iulie 1942 în Bergen, Olanda din Divizia SS Das Reich și Divizia SS Hohenstaufen.

## Comandanți
- Paul Hausser (în perioada 1 iunie 1942-28 iunie 1944)
- Wilhelm Bittrich (în perioada 10 iunie 1944-9 mai 1945)